# Verona (Virgínia)
Verona és una concentració de població designada pel cens dels Estats Units a l'estat de Virgínia. Segons el cens del 2000 tenia 3.638 habitants.

## Demografia
Segons el cens del 2000, Verona tenia 3.638 habitants, 1.509 habitatges, i 1.030 famílies. La densitat de població era de 199,8 habitants per km².
Dels 1.509 habitatges en un 32% hi vivien nens de menys de 18 anys, en un 52% hi vivien parelles casades, en un 11,3% dones solteres, i en un 31,7% no eren unitats familiars. En el 27,3% dels habitatges hi vivien persones soles el 8,9% de les quals corresponia a persones de 65 anys o més que vivien soles. El nombre mitjà de persones vivint en cada habitatge era de 2,41 i el nombre mitjà de persones que vivien en cada família era de 2,9.
Per edats la població es repartia de la següent manera: un 24,5% tenia menys de 18 anys, un 8% entre 18 i 24, un 29,2% entre 25 i 44, un 26,6% de 45 a 60 i un 11,7% 65 anys o més.
L'edat mediana era de 38 anys. Per cada 100 dones de 18 o més anys hi havia 92,7 homes.
La renda mediana per habitatge era de 36.263 $ i la renda mediana per família de 40.773 $. Els homes tenien una renda mediana de 29.053 $ mentre que les dones 21.812 $. La renda per capita de la població era de 17.630 $. Entorn de l'1,8% de les famílies i el 2% de la població estaven per davall del llindar de pobresa.